# Juglans neotropica
Juglans neotropica är en valnötsväxtart som beskrevs av Friedrich Ludwig Diels. Juglans neotropica ingår i släktet valnötter, och familjen valnötsväxter. IUCN kategoriserar arten globalt som starkt hotad. Inga underarter finns listade i Catalogue of Life.